# Padaczka odruchowa
Padaczka odruchowa – szczególny typ padaczki, w którym napad padaczkowy wyzwalany jest przez zewnętrzny bodziec zmysłowy lub czuciowy. Według Komisji ds. Klasyfikacji i Terminologii przy Międzynarodowej Lidze Przeciwpadaczkowej klasyfikowana jest w grupie padaczek nieokreślonych.
Napady padaczkowe o charakterze odruchowym mogą być wyzwalane przez:
- bodźce wzrokowe (padaczka fotogenna),
- bodźce słuchowe (padaczka audiogenna),
- bodźce czuciowe, smakowe, węchowe (padaczka somatosensoryczna).

Odruchowe napady padaczkowe wywołane bodźcami wzrokowymi mają najczęściej charakter napadów uogólnionych, inne rodzaje bodźców wyzwalają raczej napady częściowe proste lub częściowe.

## Padaczka fotogenna (fotoczuła, światłoczuła)
W przypadku padaczki fotogennej bodźcem wyzwalającym napad może być oglądanie telewizji, zwłaszcza w przypadkach przebywania bezpośrednio przed ekranem (tak zwana padaczka telewizyjna), czy w trakcie grania w gry komputerowe. Napady wyzwalane są poprzez zmienne natężenie oświetlenia – migotanie ekranu. Podobnym mechanizmem jest wyzwolenie napadów przez światła dyskotekowe, a także w trakcie jazdy samochodem w słoneczny dzień wzdłuż obsadzonej drzewami drogi czy wręcz wzdłuż płotu. Z tego samego powodu napad może także wyzwolić mruganie powiekami, patrzenie na fale morskie czy nawet czytanie wyraźnych czarnych tekstów na białym tle (padaczka wywołana czytaniem). 
W grudniu 1997 r. czterosekundowa sekwencja anime Pokémon, wyemitowana w japońskiej telewizji, spowodowała 560 potwierdzonych przypadków napadów epileptycznych. Spośród hospitalizowanych pacjentów dla 76% był to pierwszy napad. Głośno było również o przypadkach animowanego logo londyńskiej Olimpiady 2012 czy reklamy Citroena DS4 wycofanej za względu na możliwość wywoływania napadów.
Częstość występowania padaczki fotoczułej jest określana na 1:4000. Dotyczy najczęściej pacjentów między 8 a 18 rokiem życia. Wśród chorych przeważają dziewczynki (1:1,5-2)..

## Padaczka audiogenna
Napady padaczki audiogennej wywołane są najczęściej przez nagłe zadziałanie bodźca słuchowego, na przykład dźwięk dzwonka, szczekanie psa, sygnał syreny pogotowia ratunkowego czy policji, stukanie do drzwi. W przypadku tej postaci najistotniejsza jest nagłość wystąpienia bodźca, dlatego bywa też nazywana padaczką z zaskoczenia (startle epilepsy). Opisywane są także przypadki padaczki muzykogennej, gdzie napad może być wyzwalany poprzez szczególną melodię czy przez dźwięk określonego instrumentu.
Padaczka audiogenna przebiega najczęściej pod postacią napadów nieświadomości, rzadziej napadów uogólnionych lub mioklonii.

## Padaczka somatosensoryczna
Również podrażnienie, zwłaszcza nagłe i niespodziewane, zmysłów dotyku, smaku, węchu może być przyczyną wyzwolenia napadu padaczkowego. Napady te przebiegają podobnie do napadów padaczki audiogennej i ich wystąpienie związane jest nie z siłą bodźca, a raczej z nagłością jego wystąpienia i związanym z tym zaskoczeniem. Czynnikiem wyzwalającym napad może być nagłe dotknięcie, ból (na przykład związany z ukłuciem igłą podczas zabiegów medycznych), ale także odczucia smakowe lub węchowe. Wśród padaczek somatosensorycznych szczególną postacią jest padaczka wyzwalana jedzeniem, w której napad może pojawiać się na początku, w trakcie lub na końcu posiłku, trwa od kilku sekund do kilku minut i często towarzyszą mu różnego rodzaju automatyzmy, ruchy tułowia, opadanie głowy.
Padaczka odruchowa może być również wyzwalana przez bodźce psychiczne, takie jak strach (np. w trakcie oglądania horroru), wzruszenie, stres w trakcie awantury rodzinnej. Może być także związana z procesami myślenia lub podejmowaniem decyzji (padaczka odruchowa związana z myśleniem). Wówczas czynnikiem wyzwalającym napad może być rozwiązywanie zadań matematycznych, rysowanie figur geometrycznych, rozwiązywanie krzyżówek czy gra w szachy lub karty.

## Leczenie i profilaktyka
U osób cierpiących na padaczkę odruchową zazwyczaj stwierdza się w badaniu EEG zmiany ogniskowe lub uogólnione w lokalizacji płatów skroniowych.
Leczenie napadów padaczki odruchowej nie odbiega od ogólnych zasad leczenia padaczki, zazwyczaj terapia oparta jest na jednym leku (monoterapia). Szczególnie ważne jednak jest unikanie sytuacji wyzwalających napady (na przykład ograniczenie oglądania telewizji) oraz wypoczynek zapewniający zmniejszenie narażenia na bodźce zewnętrzne, odpowiednio długi sen. W przypadku padaczki telewizyjnej (lub wywołanej ekranem komputera) zalecane jest stopniowe zwiększanie czasu oglądania telewizji (stopniowe przyzwyczajanie analizatora wzrokowego do szybkich zmian bodźca wizualnego), przebywanie w odpowiedniej odległości od ekranu – w przypadku telewizora najlepiej przynajmniej 3 metry, w przypadku monitora komputerowego – 1 m. Pomocne mogą się okazać także okulary z filtrem UV.